# Comuna de Baćkowice
Baćkowice (polaco: Gmina Baćkowice) é uma gminy (comuna) na Polónia, na voivodia de Santa Cruz e no condado de Opatowski.
De acordo com os censos de 2004, a comuna tem 5163 habitantes, com uma densidade 53,6 hab/km².

## Área
Estende-se por uma área de 96,25 km², incluindo:
- área agricola: 73%
- área florestal: 22%

## Demografia
Dados de 30 de Junho 2004:
|                      | Total   | Total | Mulheres | Mulheres | Homens  | Homens |
| -------------------- | ------- | ----- | -------- | -------- | ------- | ------ |
|                      | pessoas | %     | pessoas  | %        | pessoas | %      |
| População            | 5163    | 100   | 2538     | 49,2     | 2625    | 50,8   |
| Densidade (pop./km²) | 53,6    | 100   | 26,4     | 26,4     | 27,3    | 27,3   |

De acordo com dados de 2005, o rendimento médio per capita ascendia a 1584,98 zł.

## Comunas vizinhas
- Iwaniska, Łagów, Opatów, Sadowie, Waśniów,